# علیبگاویسی
علیبگاویسی (به لاتین: Alibegovići) یک منطقهٔ مسکونی در بوسنی و هرزگوین است که در فدراسیون بوسنی و هرزگوین واقع شده‌است.